# نیها (بازیگر)
نیها (به انگلیسی: Neha) (زاده ۱۸ آوریل ۱۹۷۵) بازیگر هندی است.
از کارهای معروف او می‌توان به بازی در فیلم فضا، عشق و نفرت، قریب، کارخانه اسید، ایده و از آسمان برای من زیاد رسید اشاره کرد.